# S/2003 J 23
S/2003 J 23 é um satélite natural de Júpiter. Foi descoberto por um time de astrônomos da Universidade do Havaí liderados por Scott S. Sheppard em 2004, a partir de fotos tiradas em 2003
S/2003 J 23 tem aproximadamente 2 Km de diâmetro, e orbita Júpiter a uma média de 22,740 Mm em 700.538 dias, a uma inclinação de 149° em relação à eclíptica (149° em relação ao equador de Júpiter), num movimento retrógrado irregular e com uma excentricidade orbital de 0,3931.
Pertence ao grupo Pasife, cujas luas irregulares e retrógradas orbitam Júpiter a distânicas que variam entre 22.8 e 24.1 Gm, com inclinações variando de 144.5° e 158.3°